# 张萌萌
张萌萌（1980年7月8日—），籍贯山东济南，中央电视台体育频道（CCTV-5）体育评论员。从事体育节目解说、主持工作，现为一级播音员。张萌萌早期是专业花样游泳运动员。退役后任职于山东电视台体育频道。于中国传媒大学毕业后， 在2005年CCTV-5主办的《谁将解说北京奥运 （页面存档备份，存于）》主持人大赛中获得金奖，其后加入中央电视台。她的解说和主持涉及游泳、跳水、花样游泳，体操，蹦床，网球，自行车等多种体育项目。参与主持解说中央电视台2008年北京奥运会和2012年伦敦奥运会的报道。张萌萌还于2010年在第四届全国电视体育节目主持人大会上获得新锐主持人奖。

## 简历
张萌萌是花样游泳项目国家一级运动员，健美操国家二级，艺术体操国家三级运动员。同时是游泳、艺术体操、健美操、田径国家一级裁判员，网球、乒乓球、排球、篮球国家二级裁判员。
- 1993年─1999年：山东省花样游泳队运动员
- 1995年、1996两次入选全国花样游泳国家青年队并在各级全国大赛中取得优异成绩。
- 2004年─2006年：中国传媒大学播音与主持艺术学院双学位班学生。
- 2006年─：中国中央电视台节目主持人[4]

## 忘关话筒事件
2012年8月12日下午，在中央电视台新闻频道对伦敦奥运会男子10米台跳水半决赛直播中，张萌萌也许是忘记关掉话筒，导致与嘉宾胡佳很多私下谈话的内容全部传了出来。女解说张萌萌的不当语句，在网上引起了轩然大波。